# Psiquiatria desportiva
A psiquiatria desportiva, também conhecida por psiquiatria do desporto, psiquiatria esportiva ou ainda como psiquiatria do esporte, é uma especialidade médica que visa tratar e prevenir transtornos mentais em atletas e auxiliá-los a utilizar diferentes técnicas para melhorar o seu rendimento. Mencionada pela primeira vez na literatura em 1967, é uma área em desenvolvimento que conta com outras áreas, como a psicologia desportiva.

## História
A primeira publicação sobre a psiquiatria desportiva foi escrita em 1967 por Arnold R Beisser, médico e jogador de ténis. Ela foi mencionada pela literatura novamente vinte anos depois por JH Rick Massimino, MD, e mencionada novamente em 1992 pelo psiquiatra Daniel Begel, que é conhecido por ter lançado oficialmente a especialidade. Com o desenvolvimento do campo, a Associação Mundial de Psiquiatria acabou criando uma seção sobre Exercício e Psiquiatria do Desporto, dando lugar ao interesse noutros países, incluindo a Grã-Bretanha e a Alemanha.

### Sociedade Internacional de Psiquiatria do Desporto
Em 1994, Begel fundou a Sociedade Internacional de Psiquiatria do Desporto (SIPD). A organização visa espalhar os benefícios do campo para toda a comunidade atlética e promover a saúde mental no desporto. A adesão à SIPD em 2020 está, por vezes, aberta a estudantes de medicina, residentes médicos, psiquiatras e outros médicos.

## Requisitos
Os requisitos para se ser psiquiatra desportivo a partir de 2018 são os mesmos de qualquer psiquiatra. Porém, além disso, estes devem estar atentos à cultura individual e da equipa, bem como, abordar a prescrição de medicamentos com uma perspectiva sobre o doping no desporto.

### Diferenças profissionais
As diferenças entre os psicólogos desportivos e psiquiatras, de acordo com Antonia Baum, são que embora ambas as áreas visem melhorar o desempenho dos atletas, a psiquiatria também concentra-se na psicopatologia e tenta descobrir questões mais profundas do que os problemas de desempenho. Além disso, os psiquiatras podem prescrever medicamentos psicotrópicos.

## Áreas comuns de estudo
Alguns dos transtornos mentais mais commumente encontrados em atletas com os quais os psiquiatras do desporto podem entrar em contato incluem transtornos do humor (como transtorno depressivo maior, transtorno bipolar), transtornos de ansiedade (incluindo transtorno de ansiedade social, transtorno obsessivo-compulsivo, transtornos alimentares, transtorno de déficit de atenção e hiperatividade (TDAH) e abuso de substâncias) e outros mais específicos do desporto, como concussões, transtorno dismórfico corporal, lesões cerebrais traumáticas (TBI) e encefalopatia traumática crónica (CTE).
Os transtornos dismórficos corporais e alimentares têm maior incidência em mulheres em desportos que enfatizam a aparência, como a ginástica ou a patinação artística. O abuso de substâncias é commumente encontrado na comunidade atlética. Foi relatado que atletas universitários usam álcool em níveis mais elevados do que o público em geral, apesar de prejudicar o desempenho. Os esteróides anabolizantes também são uma substância amplamente utilizada por atletas. Isso ajuda-os a terem treinamentos e recuperações mais rápidos, mas também podem ter efeitos colaterais psiquiátricos, como irritabilidade e alterações de humor. O abuso de substâncias é uma preocupação entre os atletas de elite.

## Técnicas commumente usadas
Os tratamentos de escolha para muitas doenças mentais vivenciadas por atletas incluem medicação psicotrópica, bem como, dependendo da situação específica e da vida do atleta, psicoterapia, psicoeducação, aconselhamento e terapia familiar.

### Medicação psicotrópica
Geralmente, psiquiatras desportivos escolhem medicamentos não-sedativos, pois são menos propensos a causar efeitos colaterais como aumento de peso e gordura corporal, comportamento sedentário, diminuição na sensibilidade à insulina e problemas cardíacos. O efeito sobre o desempenho dos atletas também deve ser levado em consideração, bem como, as diretrizes antidoping de diferentes ligas desportivas. A Agência Mundial Antidoping (WADA) fornece uma lista de, geralmente, substâncias proibidas, que cada liga tem permissão para tornar mais rigorosa.
Os medicamentos amplamente usados incluem antidepressivos (por exemplo, bupropiona), estabilizadores de humor, anticonvulsivantes (por exemplo, lítio), ansiolíticos (por exemplo, benzodiazepínicos), psicoestimulantes/medicamentos para TDAH (por exemplo, dextroanfetamina) e, por vezes, hipnóticos e antipsicóticos sedativos.

## Estigmatização da saúde mental
Nos desportos profissionais, mais do que em outros, procurar ajuda para melhorar a saúde mental é frequentemente estigmatizado. Os atletas geralmente procuram primeiro a ajuda de psicólogos ou simplesmente não procuram ajuda, o que pode fazer com que problemas graves relacionados à saúde mental passem despercebidos. Assim, outra função dos psiquiatras do desporto é a de ajudar a desestigmatizar e promover a saúde mental dos atletas.